# Postrzeżenie
Postrzeżenie – bezpośrednie odbicie przedmiotów, zjawisk realnego świata, które oddziałuje na nasze narządy zmysłowe. Podstawę do postrzeżenia stanowi obiektywne i niezależne od świadomości i postrzegania ludzkiego, istnienie przedmiotów. 
W przeciwieństwie do wrażenia, które odzwierciedla poszczególne własności, jakości przedmiotu. Rolą postrzeżenia jest odbijanie przedmiotu jego cech i przymiotów.
Charakter danego postrzeżenia zależy od poprzedniego doświadczenia podmiotu i jego stosunku do tego co jest postrzegane. 
Przykładem może być człowiek, który obcy dla niego język postrzega jako chaos dźwięków, natomiast człowiek, który zna dany język, rozumie go i widzi jego sens oraz znaczenie.